# Wulfila sanguineus
Wulfila sanguineus är en spindelart som beskrevs av Franganillo 1931. Wulfila sanguineus ingår i släktet Wulfila och familjen spökspindlar.
Artens utbredningsområde är Kuba. Inga underarter finns listade i Catalogue of Life.